# Fabiana Rosales
Fabiana Rosales   (Tovar, 22 d'abril de 1992) és una periodista, activista pels drets humans veneçolana, i esposa de Juan Guaidó. A causa de la crisi presidencial de Veneçuela iniciada el 2019, la Casa Blanca dels Estats Units d'Amèrica i l'Assemblea Nacional de Veneçuela la consideren com a primera dama de Veneçuela, mentre que països aliats al govern de Nicolás Maduro reconeixen a Cilia Flores.

## Biografia
Rosales va néixer a Tovar, estat Mérida (Veneçuela). Va ser criada en un petit poble, en el qual va ser escolà de l'església Mare de Déu de Regla. El seu pare Carles era pagès i la seva mare periodista. Quan era nena, va observar les entrevistes de la seva mare i es va interessar en temes socials. Va ajudar a dirigir la granja familiar i va decidir estudiar periodisme. Es va llicenciar en Periodisme i Comunicació Social el 2013 per la Universitat Rafael Belloso Chacín, i la seva tesi va estar relacionada amb el comportament del vot a Veneçuela entre 1958 i 2013.
Després de graduar-se, es va mudar a Caracas, on va treballar en l'Assemblea Nacional i va participar en diverses accions relacionades amb els drets humans. A més, va treballar al canal de televisió Sun Channel.
Va conèixer a Juan Guaidó el 2011, amb qui posteriorment es va casar el 23 d'abril de 2013 i van tenir una filla el 2017.

## Activisme
Durant els seus estudis universitaris, Rosales va començar a treballar per al partit de l'oposició Voluntat Popular. Com a activista de drets humans, tenia prop de 150,000 seguidors a Instagram el 26 de gener de 2019. Ha declarat que un factor motivador ha estat que ella no vol que la seva filla creixi «volent anar-se'n de Veneçuela».
Durant la crisi presidencial veneçolana de 2019, Juan Guaidó va ser designat president interí per l'Assemblea Nacional de Veneçuela, impugnant la legitimitat de Nicolás Maduro, a causa d'això, el govern de Nicolás Maduro li va prohibir viatjar a Juan Guaidó fora de país; Rosales ha assumit un paper d' «ambaixadora internacional de l'oposició». Es reuneix amb la diàspora veneçolana i els líders regionals per sol·licitar suport al seu espòs. El govern de Maduro diu que els viatges realitzats per Rosales són un «intent desesperat per mantenir a Guaido en el punt de mira internacional».
El 7 de febrer de 2019, Rosales va iniciar un pla d'alimentació diària, dirigit a nens de la maternitat Divina Pastora a Caracas. Rosales va assegurar que el pla va ser «tot un èxit», i va agrair a la fundació Alimenta per haver-los ofert el seu suport.
Al març, Rosales va realitzar una gira per Amèrica Llatina en representació del seu espòs, Joan Guaidó, reunint-se amb Martín Vizcarra (President del Perú) i Sebastián Piñera (President de Xile). El 27 de març, va visitar la Casa Blanca per reunir-se amb el president dels Estats Units, Donald Trump i el vicepresident Mike Pence. Trump es va referir a Rosales com a primera dama de Veneçuela.

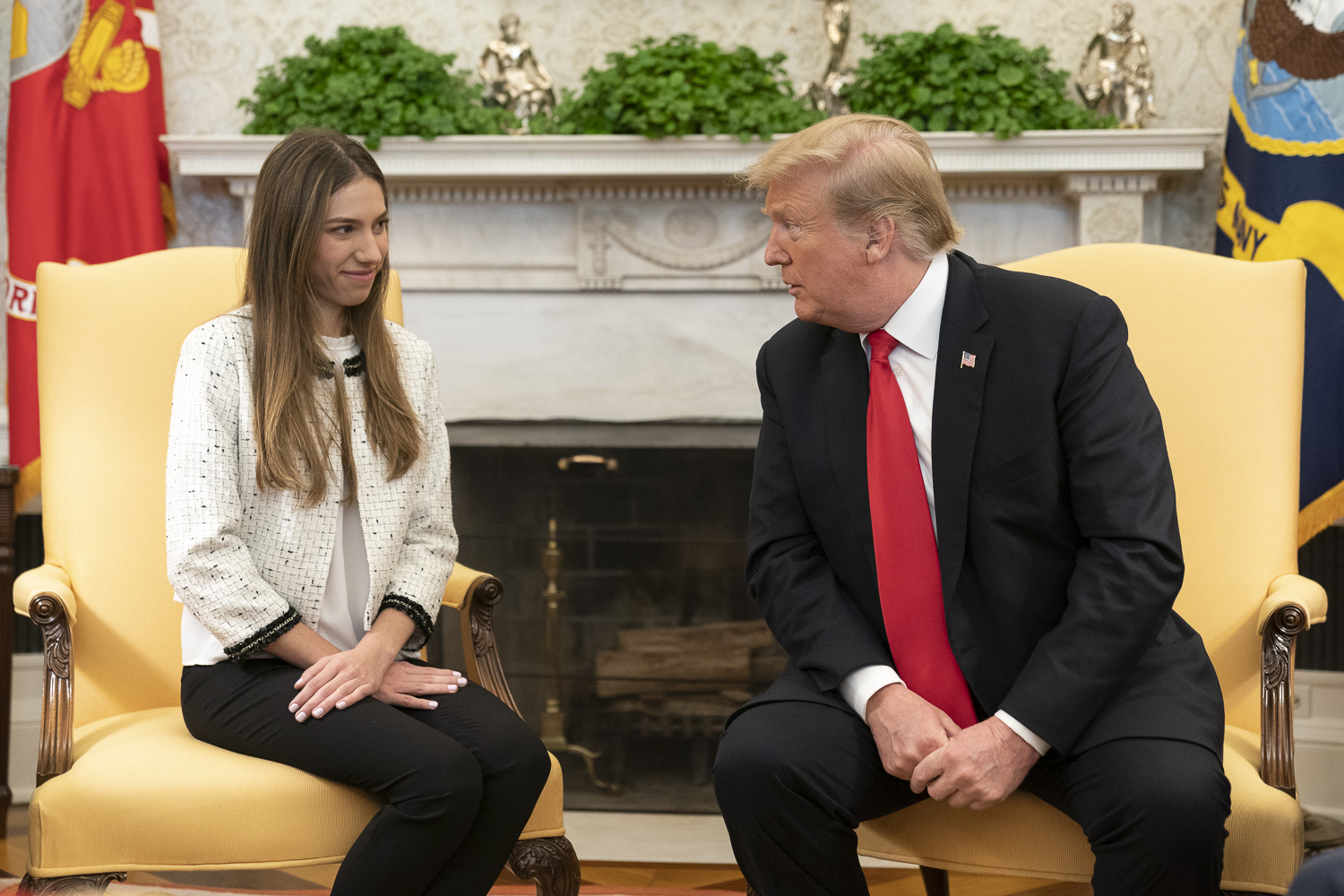
Rosales amb el president Donald Trump al Despatx Oval de la Casa Blanca
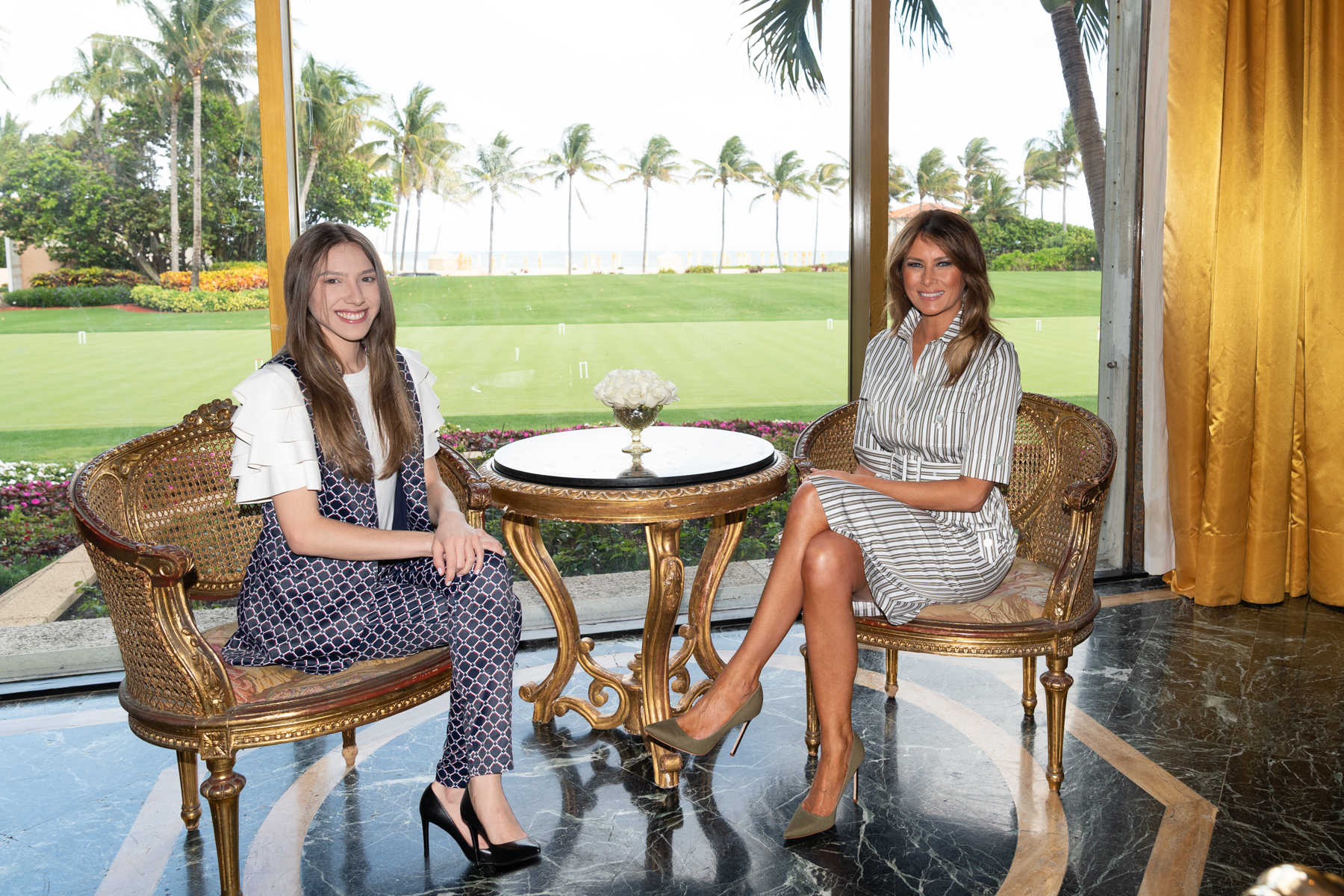
Fabiana Rosales amb Melania Trump a Mar-a-Lago en Palm Beach, Florida

Va reconèixer durant el seu viatge a Washington DC que la lluita a Veneçuela és veritable i va dir: «Avui a Veneçuela, és llibertat o dictadura, vida o mort. Els que paguen el preu d'aquest odi són els nens que moren als hospitals». Després d'estar a Washington DC, es va reunir amb la primera dama dels Estats Units, Melania Trump, a Mar-a-Llago, i va assistir a una reunió amb l'alcalde de Miami, Carlos A. Giménez, on va rebre la clau del comtat de Miami-Dade, i va dir: «Sempre li he demanat a Déu que protegeixi la gent de Veneçuela, que ens brindi la força per continuar. Avui, Veneçuela pot ser un gran exemple per al món».
Tot i que reconeix que podria ser arrestada, diu que no hi ha lloc per a la por a la vida, sinó un sentit de responsabilitat, perquè «hi ha massa vides en joc».